# Paul Hawken
Paul Gerard Hawken, né en Californie le 8 février 1946, est un entrepreneur, auteur environnementaliste américain, très impliqué dans l’éducation à l’environnement et considéré comme l'un des pionniers du concept de développement soutenable, domaine dans lequel il a notamment étudié les questions de transition énergétique et de transition vers un monde « bas-carbone ». 
Retraité mais encore très actif, il vit actuellement dans la région de la Baie de San Francisco. Il est notamment l'un des inspirateurs du mouvement OuiShare en France et une partie de ses publications ont été publiés dans plus de 50 pays et en 30 langues. Il est notamment connu pour son ouvrage Drawdown, comment inverser le cours du réchauffement planétaire (livre dans lequel il propose 100 solutions, hiérarchisées, étudiées par des scientifiques pour leur efficacité)...
Hawken est actuellement directeur exécutif du « Drawdown Project » qui s'attache à la diminution mondiale (par tous et chacun) des émissions de gaz à effet de serre pour réduire les changements climatiques et limiter leurs effets. 

## Éléments de biographie
Hawken, né à San Mateo (Californie) a grandi dans la région de la Baie de San Francisco, où son père a travaillé à l’Université de Berkeley en bibliothéconomie. 
Hawken a lui aussi fréquenté l'Université de Berkeley, puis l'Université d'État de San Francisco. 
Ses centres d’intérêt et travaux ont d’abord porté sur la création d'entreprises « écologiques », la publication d'informations sur les impacts du commerce sur les systèmes vivants, et sur la consultation de la société et des dirigeants sur le développement économique, l'écologie industrielle et les politiques et stratégies environnementales.
Hawken est le cofondateur et directeur exécutif de Projet Drawdown (Une ONG  à but non lucratif qui travaille sur les méthodes et moyens de stopper ou diminuer le réchauffement climatique, en estimant que la trajectoire conduisant au collapsus écologique peut - pour son volet climatique - encore être inversé.
Hawken s’est aussi impliqué dans les mouvements pour les droits civils (Civil Rights Movement).

## Grands centres d'intérêt
Hawken a écrit de nombreux articles, éditoriaux et des articles évalués par des pairs, ainsi que  sept ouvrages, dont : The Next Economy (Ballantine, 1983), Growing a Business (Simon et Schuster, 1987), The Ecology of Commerce (HarperCollins, 1993), et Blessed Unrest (Viking 2007).
L'écologie du commerce a été élu texte n ° 1 des universités sur les affaires et l'environnement par des professeurs de 67 écoles de commerce. 
L'homme d'affaires devenu environnementaliste,  Ray Anderson (d'Interface, Inc.) a attribué à « The Ecology of Commerce » son éveil environnemental. Il a décrit sa lecture comme une "expérience de lance dans la poitrine", après quoi Anderson a commencé à sillonner le pays avec une ferveur presque évangélique, en expliquant à ses dirigeants la nécessité de réduire les déchets et les émissions de carbone produites par les entreprises, qu'elles soient grandes, moyennes ou petites.
Le capitalisme naturel : créer la prochaine révolution industrielle (Little Brown, septembre 1999), co-écrit avec Amory Lovins, a popularisé l'idée désormais standard du capital naturel et de la comptabilisation directe des services écosystémiques. 
Plusieurs chefs d’État, dont le président Bill Clinton, l’ont cité comme l’un des cinq livres les plus importants au monde, affirmant que "le capitalisme naturel prouve - bien au-delà de tout argument - qu’il existe des technologies disponibles à l’heure actuelle et à l’horizon, ce qui nous permettra de nous enrichir davantage en nettoyant et non en polluant l’environnement. "Le capitalisme naturel a été traduit en 14 autres langues. Avec The Ecology of Commerce, ces livres ont été décrits comme "parmi les premiers à indiquer la voie vers une économie mondiale durable".
"Bienheureuse agitation, comment le plus grand mouvement du monde a été créé et pourquoi personne ne l'a vu venir", publiée en mai 2007, affirme qu'un vaste  "mouvement sans nom" et informel est en train de se former et concerne des organisations de défense de l'environnement, de justice sociale et des droits des peuples autochtones. 
Il conçoit ce "mouvement" comme se développant non pas sur des fondements idéologiques, mais par l'identification de ce qui est humain et non-humain. Il a comparé ce mouvement au système immunitaire collectif de l'humanité.
Growing a Business a servi de base à une série de 17 émissions PBS que Hawken a hébergées et produites. 
Ce programme, qui explorait les défis et les pièges de la création et de l'exploitation de sociétés intégrant la RSE (Responsabilité sociale et environnementale), a été diffusé à la télévision dans 115 pays, et probablement été vu par plus de 100 millions de personnes.

## Dans et avec le monde des affaires
En 1967, bien avant la tendance au retour vers une agriculture biologique,  il commence avec la gestion d'un petit magasin à Boston, Erewhon (d'après le roman utopique de Samuel Butler de 1872) qu'il transforme en Erewhon Trading Company, un grossiste d'aliments issus d'une agriculture proche de la nature et soutenables.  
Dans les années 1970 il quitte cette société et dispose alors d'un contrat de plus de 30 000 acres d'aliments biologiques. 
En 1979, il cofonde une société de fournitures pour jardin Smith & Hawken qui vend au détail et sur catalogue.
En 2009, Hawken fonde OneSun, une société spécialisée dans l’énergie solaire à faible coût, basée sur la chimie verte et le biomimétisme
De 1994 à 1998, il dirige The Natural Step USA (qu'il a fondé et il co-préside de 1996 à 1998 l'ONG The Natural Step International [23], créée en 198par le scientifique et médecin suédois Karl-Henrik Robèrt afin de proposer des cadres communs de pensée et d'organisation permettant de comprendre et faire comprendre la notion de soutenabilité. 

Son objectif est d'enseigner et de soutenir la pensée systémique en matière d'environnement dans les entreprises, les villes, les gouvernements, les syndicats et les établissements universitaires par le biais d'un processus de dialogue enraciné dans les sciences fondamentales.
En 1998, Hawken crée l'institut du Capital naturel (NCI, pour Natural Capital Institute), basé à Sausalito (Californie) et Wiser.org, une base de données internationale et ouverte de militants et d'organisations de la société civile axée sur la justice environnementale et social qui ont toujours été au cœur de ses activités.

## Activités militantes pour les droits de l'Homme et contre le racisme
En 1965, Hawken travaille avec le personnel de Martin Luther King à Selma (Alabama) avant la marche historique sur Montgomery. En tant que coordinateur pour la presse, il a enregistré et accrédité les journalistes, donné des dizaines de mises à jour et d’interviews à la radio nationale ; il a aussi joué un rôle majeur dans l'organisation de la marche finale. 
Cette même année, il travaille à la Nouvelle-Orléans comme photographe pour le "Congress of Racial Equality" (congrès sur l'égalité des races), se concentrant sur les campagnes d’enregistrement des électeurs à Bogalusa (Louisiane) et le panhandle de Floride. Il a photographié le Ku Klux Klan à Meridian (Mississippi) après que trois défenseurs des droits civiques y eurent été torturés et assassinés. Là (à Meridian) Hawken est lui-même agressé et saisi par des membres du Ku Klux Klan, mais il échappe à ses gardiens, notamment grâce à une intervention du FBI.  

## Publications
- The Magic of Findhorn (La magie de Findhorn) (1975)[20]...
- Drawdown: The most comprehensive plan ever proposed to reverse global warming (Drawdown: Le plan le plus complet jamais proposé pour inverser le réchauffement climatique) / edited by Paul Hawken (2017)[21] ; Actes Sud, 2018, 576 pages,  (ISBN 978-2-3300-9613-7)[22],[23]
- Regeneration: Ending the Climate Crisis in One Generation (2021)
- Blessed Unrest : How the Largest Social Movement in History Is Restoring Grace, Justice, and Beauty to the World (Bénédiction : comment le plus grand mouvement social de l'histoire rétablit grâce, justice et beauté au monde) (2007)[24] ;
- Natural Capitalism : Creating the Next Industrial Revolution (Le capitalisme naturel : créer la prochaine révolution industrielle), co-écrit en 1999 avec Amory Lovins et L. Hunter Lovins[25] ;
- The Ecology of Commerce : A Declaration of Sustainability (L'écologie du commerce: une déclaration de soutenabilité) (1993)[26] ;
- Growing a Business (Cultiver une entreprise) (1987)[27] ;
- The Next Economy (La prochaine économie) (1983)[28] ;
- Seven Tomorrows (Sept demains) (1980, Co-écrit avec Peter Schwartz & James Olgivy) ;

Ces ouvrages ont été publiés dans plus de 50 pays et en 30 langues.

## Reconnaissance
Paul Hawken a reçu six doctorats honorifiques et a été honoré du "Green Cross Millennium Award pour le leadership environnemental" par Mikhail Gorbatchev en 2003.

### Vidéographie
- Comment l'écologiste Paul Hawken veut "inverser" le réchauffement climatique